# La Collada (Siero)
La Collada (en asturiano y oficialmente La Collá) es una parroquia del concejo de Siero, en el Principado de Asturias (España). Alberga una población de 226 habitantes (INE 2011) en 147 viviendas. Ocupa una extensión de 6,67 km².
Está situada en el extremo nororiental del concejo, y limita al norte con las parroquias de Fano y Baldornon, ambas en el concejo de Gijón; al este, con la de Narzana, en el concejo de Sariego; al sur, con la de Vega de Poja; y al oeste, con la de Muñó.
Su templo parroquial está dedicado a San Pedro.

## Poblaciones
Según el nomenclátor de 2011 la parroquia está formada por las poblaciones de:
- Ceñal (aldea): 134 habitantes
- Atrás (La Collatrás en asturiano) (barrio): 36 habitantes
- El Fresno (Fresno) (lugar): 39 habitantes
- Huergo (Güergu) (lugar): 17 habitantes